# Człowiek w futerale
Człowiek w futerale (ros. Человек в футляре) – opowiadanie satyryczne Antona Czechowa z 1898 roku.
Treścią utworu jest historia, którą opowiada nauczyciel gimnazjalny Burkin. Bohaterem tej historii jest inny nauczyciel, nazwiskiem Bielikow - ów tytułowy „człowiek w futerale”. W miasteczku, w którym pracował, pokazywał się zawsze zalękniony i starannie pozapinany, starając się nie przekroczyć swoim postępowaniem granic zakreślonych przez „zwierzchność”.  Specyficznie pojmowaną lojalnością wobec władzy Bielikow motywuje rozstanie z ukochaną. Niedoszła narzeczona jeździ bowiem na rowerze, co zdaniem Bielikowa narusza przyjęte normy postępowania. Kiedy społeczność miasteczka wykpiwa argumenty Bielikowa, ten zamyka się w domu i w samotności umiera. 
Opowiadanie Czechowa zostało przyjęte w Rosji jako ostrzeżenie przed zbytnią uległością wobec despotycznej władzy. Pojęcie „bielikowszczyzny” stało się obiegowym określeniem uległości.